# Tanystylum cavidorsum
Tanystylum cavidorsum is een zeespin uit de familie Ammotheidae. De soort behoort tot het geslacht Tanystylum. Tanystylum cavidorsum werd in 1957 voor het eerst wetenschappelijk beschreven door Stock. 